# Yamaha VMX
Yamaha V-Max är en snöskoterserie från Yamaha Motor Company. Modellserien kom i två omgångar, den första 1983-1987 och den andra 1992-2003. I den senare serien kom de legendariska V-Max 4:orna som kom att härska på dragracingbanorna i nästan 15 år. V-Max 4:an hade många världsrekord på dragracingbanan innan den blev passerad av de nya 4-taktarna.
V-Max-serien var från början en renodlad sportmaskin men kom med åren att bli en sporttouring och slutligen en touringmaskin.

## V-Max år från år
- 1983 introducerades Yamaha V-Max och baserade sig mycket på SRX440E. Motorn var dock en vätskekyld tvåcylindrig tvåtaktare på 535 cm3. Modellen hette VMX540G.
- 1984 introducerades VMX540H, skillnaden var en ny sekundärvariator och en ny sits.
- 1985 introducerades VMX540J, nyheter för året var förutom dekaler: Smärre design attribut på motorhuven och smärre förändringar på instrumentpanelen.
- 1986  introducerades VMX540K, nyheter för året var förutom dekaler: ny förgasare, förändringar i chassit, ny sits och smärre förändringar på motorhuven.
- 1987 introducerades den sista VMX:en i denna serie. VMX540L som årets modell var i princip samma maskin som VMX50K.
- 1992 introducerades en ny serie av V-Max skotrar. Det fanns ingen likhet med de äldre VMX-maskinerna utan det var en helt ny snöskoter. Först ut var VX750S. Som var en fyrcylindrig vätskekyld tvåtaktare på 743 cm3.
- 1993 introducerades VX750T, nytt för året inte mycket utan det var i princip samma snöskoter förutom dekalerna.
- 1994 introducerades VX500U, VX600U och VX750U. De nya VX500 och VX600 hade inte mycket gemensamt med den större VX750 förutom utseende och namn. De hade tvåcylindriga motorer och kom i olika utföranden, DX, ST och vanlig. ST stod för förlängd. Även VX750 kom som lång och hette då VX750STU.
- 1995 fortsatte Yamaha VX serien med VX500V, VX600V och den nya VX800V. Alla kom i både kort och långt utförande.
- 1996 fortsatte serien, modellerna hette VX500W, VX600W och VX800W. VX600 och VX800 kom i en Mountain version med den nya ProAction boggien. VX500XT kom med ProAction boggie.
- 1997 fortsatte serien med modellerna VX500A och VX600A och VX800 som nu heter MM800A. A-serien var en helt ny maskin, nytt chassi, ny huv och ny framfjädring (sk. ProAction). Yamaha övergav nu den gamla TS fjädringen för en ny framfjädring med sk. Trailing Arms. Däremot MM800A hade kvar den gamla TS-fjädringen.
- 1998 Var ett mellan år för VX-serien kvar var endast VX500 som hette VX500B detta år. Den kom i två utförande, en kort och en lång. VX-serien hade blivit en sporttouring istället för att vara en super racer. I racerklassen hade SRX:en tagit över.
- 1999 återintroducerades VX600 och hette VX600C. Även VX500C fanns detta år. Båda kom i en kort och en lång version och även en De Luxe version introducerades.
- 2000 VX500D och VX600D fortsatte traditionen av V-Maxar men var som året tidigare en variant av sporttouring.
- 2001 introducerades VX700F, även 500:an och 600:an fick beteckningen F. Inget spännande hände dock med maskinerna. Det intressanta vara att VT700F också gick under beteckningen V-Max. Varför var det då intressant, VX-maskinerna hade varit utpräglade racingmaskiner från början men i och med V-Max 500 och V-Max 600 började modellerna mer likna touringmaskiner. Att V-Max användes för VT700F som tillhör Venture-modellerna och är utpräglade touringmaskiner bekräftade att en era var till ända.
- 2002 VX500 utgår medan VX600G och VX700G fortfarande fortsätter. Allmänt kan sägas att det nu är renodlade sporttouringmaskiner.
- 2003 VX 700:an utgår ur sortimentet och kvar är endast VX600:an, den heter VX600H och kommer standard med back. Skillnaderna mellan touring och dagens V-Max maskiner är små. Så små att det inte längre finns någon anledning för Yamaha att saluföra en Ventur och en V-Max. Detta blir sista året för V-Max-serien.